# Schmidt & Bender
Schmidt & Bender (viết tắt S&B) là một công ty Đức chuyên sản xuất kính ngắm cho săn bắn, thể thao và các mục đích quân sự.

## Schmidt & Bender PM II 6x42
Đây là một loại kính ngắm 10X được sản xuất chủ yếu cho súng bắn tỉa. Giúp xạ thủ có khả năng quan sát tốt hơn và bắn chính xác mục tiêu ở xa. Cấu tạo bên trong gồm có nhiều thấu kính hội tụ có chức năng phóng đại hình ảnh và một thấu kính phân kì có chức năng làm cho ảnh của mục tiêu gần lại (để tránh vật nằm ngoài tiêu cự của thấu kính hội tụ) và không bị đổi chiều. Có các nút điều chỉnh sao cho phù hợp với điều kiện bắn (hướng gió, thời tiết, độ ẩm...). Thường sử dụng cho các súng bắn tỉa như AWM, M700,... và rất phổ biến ở châu Âu.